# 馬列韋
50°30′54″N 25°17′38″E / 50.51500°N 25.29389°E
馬列韋（烏克蘭語：Малеве），是烏克蘭西北部的村莊，隸屬里夫內州的杜布諾區。該村處於斯特里河畔，始建於1545年，面積12.32平方公里，海拔高度188米，2015年人口698。